# 瑙梯白粉菌
瑙梯白粉菌（学名：Erysiphe knautiae）是属于白粉菌目白粉菌科白粉菌属的一种真菌，寄生在川续断科植物上。该种分布于中国、丹麦、俄罗斯、芬兰、法国、波兰、罗马尼亚、挪威、捷克斯洛伐克、意大利、瑞士、瑞典、奥地利、德国等地。